# Хаджиб
Хаджи́б (араб. حَاجِب‎ — «служитель», «привратник») — высокая чиновничья должность в мусульманских странах Средневековья.

## Происхождение и развитие должности
Должность хаджиба известна с самого начала складывания государственного аппарата Арабского халифата в VII веке. Первоначально её носитель отвечал за охрану покоев, доступ просителей и организацию аудиенций халифа. Впоследствии функции хаджиба расширились и в его компетенцию вошли забота о личном имуществе и владениях правителя, начальство над дворцовой гвардией и надзор за работой государственных мастерских. К середине VIII века хаджиб стал в халифате главой всего правительственного аппарата страны. С приходом в 750 году к власти в Арабском халифате династии Аббасидов, произошло замещение названия должности новым — визирь, в то время как в других мусульманских государствах (например, в Кордовском халифате и государстве Саманидов) должность главы чиновников сохранила своё прежнее название. Таким образом, названия хаджиб и визирь являются синонимами.
В ряде мусульманских стран Центральной Азии и Ближнего Востока IX—XII веков в ведение хаджиба перешло и командование войском (в государстве Саманидов чиновник с титулом хаджиб-и-бузургу не только возглавлял государственный аппарат, но и командовал гвардией гулямов, а в государстве Айюбидов зафиксирован случай командования хаджиба флотом).
Как название одного из чиновников в государственном аппарате мусульманских стран должность хаджиба известна до конца Средневековья.
Из лиц, исполнявших должность хаджиба, наиболее известны:
- Аль-Мансур (X век) — выдающийся полководец и фактический правитель Кордовского халифата
- Себук-тегин (X век) — наиболее выдающийся из правителей государства Газневидов
- Таш хаджиб (X век) — военачальник эпохи Саманидов
- Ибн Хальдун (XIV век) — государственный деятель и историк.

## Должность хаджиба в мусульманской Испании
Наибольшего развития должность хаджиба достигла в мусульманской Испании во время династии Омейядов. Здесь к середине X века хаджиб был главой государственного аппарата, имея в своём подчинении многочисленных чиновников (в том числе нескольких помощников, носивших титул визирь). Однако, в отличие от других стран, его должность не была связана с командованием войском. После того, как в конце X века хаджибу Мухаммаду ибн Абу Амиру (аль-Мансуру) удалось отстранить от реальной власти халифа, в его руки перешла вся власть в стране, а также командование войсками халифата. В правление аль-Мансура Кордовский халифат достиг наивысшей ступени своего развития. Аль-Мансуру удалось передать должность хаджиба своему сыну, однако с момента распада Кордовского халифата на тайфы значение должности значительно снизилось.
Из хаджибов мусульманской Испании наиболее известны:
- Джафар аль-Мусхафи (971—978)
- аль-Мансур (978—991)
- Абд аль-Малик аль-Музаффар (991—1008)
- Абд ар-Рахман Санчуэло (1008—1009)